# Нью-Норсія
Нью Норсія або Нова Норсія (англ. New Norcia) — це місто та чернеча громада Абатство в штаті Західна Австралія. Лежить на річці Мур за 132 км (82 милі) на північ від Перта, який з'єднує Велике Північне шосе.
Нова Норсія є єдиним чернечим містом в Австралії.
За 8 км на південь від міста знаходиться наземна станція Європейського космічного агентства.